# گوآبانگسان (گنگ وون)
گوآبانگسان (به لاتین: Gwaebangsan) یک کوه است که در کره جنوبی واقع شده‌است. گوآبانگسان ۳۳۹ متر بالاتر از سطح دریا واقع شده‌است.